# イソツベルクロシノールシンターゼ
イソツベルクロシノールシンターゼ(Isotuberculosinol synthase、EC 3.1.7.9)は、以下の化学反応を触媒する酵素である。
ツベルクロシニル二リン酸 + 水{\displaystyle \rightleftharpoons }(13S)-イソツベルクロシノール + 二リン酸
従って、この酵素の基質はツベルクロシニル二リン酸と水の2つ、生成物は(13S)-イソツベルクロシノールと二リン酸の2つである。
この酵素は加水分解酵素、特に二リン酸モノエステル加水分解酵素に分類される。系統名は、ツベルクロシニル二リン酸 ジホスホヒドロラーゼ (イソツベルクロシノール形成)(tuberculosinyl diphosphate diphosphohydrolase (isotuberculosinol forming))である。結核(Tuberculosis)を引き起こすマイコバクテリウム属がこの酵素を持つ。